# Oskaras Koršunovas

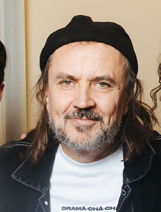
Oskaras Koršunovas, 2021

Oskaras Koršunovas (* 6. März 1969 in Vilnius, Litauen) ist ein litauischer Regisseur, Dramaturg, Bühnenbildner, Choreograph, Gründer und  künstlerischer Leiter von OKT/Vilniaus miesto teatras sowie Gründer und Ratsmanager des Festivals "Sirens".

## Leben
Von 1988 bis 1994 absolvierte er das  Bachelor- und Masterstudium der Theaterregisseur an der Litauischen Akademie für Musik (Kursleiter Jonas Vaitkus). Von 1990 bis 1998 war er VADT (Lietuvos nacionalinis dramos teatras, LNDT) Regisseur. Seit 1997 lehrt er an der Litauischen Akademie für Musik.
Im Jahr 2012 nahm er mit einer Bearbeitung des Klassikers Der Sturm am Shakespeare-Festival Neuss teil.